# Rehabilitación posbélica
La rehabilitación posbélica es un término genérico que se refiere a la reconstrucción a largo plazo de la sociedad como consecuencia de conflictos violentos. Puede incluir cambios estructurales, de comportamiento y de actitud, por ejemplo, promoviendo la reintegración, y repatriación, la reconciliación, la justicia restaurativa, y la reconstrucción de la infraestructura física y de instituciones gubernamentales (Berghof Conflict Research, 2004).

## Debate en torno a la definición
La rehabilitación posbélica es un término para el cual no existe un consenso. No obstante, hay muchos puntos en común entre las distintas definiciones conceptuales de la diversa bibliografía existente sobre el tema.
Raül Romeva (2003) define a la rehabilitación posbélica como la acción coordinada de diversos actores primarios y secundarios, con o sin mandato o liderazgo internacional, encaminada a abordar: el reasentamiento y la desmilitarización; la reconstrucción física y la reinstauración de servicios institucionales básicos; la reforma política y económica para abordar las causas fundamentales de la guerra; la reconciliación y el estado de derecho; y la normalización regional y la reinserción en los foros internacionales. Dicho autor establece un marco conceptual con relación a la rehabilitación posbélica, entendiendo ésta como parte integrante de un proceso más amplio de construcción de la paz. Señala que la construcción de la paz es un concepto que abarca todos los procesos, planteamientos, actuaciones, instrumentos y recursos necesarios para convertir los conflictos iniciales, y sus riesgos de devenir en violencia, en situaciones de paz estable, justa y duradera. Se concreta diferenciando tres momentos: el corto plazo (gestión de crisis y establecimiento de los acuerdos entre las partes); el medio plazo (rehabilitación posbélica); y el largo plazo (transformación del contexto, las actitudes, las conductas y las incompatibilidades que en su momento crearon, alimentaron y detonaron la violencia).
Megan Burke (2006) se refiere a la rehabilitación posbélica como reconstrucción posconflicto. Y entiende que la definición del proceso de reconstrucción incluye las fases necesarias para construir Estados eficaces en sociedades en transición desde el conflicto armado. Entiende por Estados eficaces aquellos que pueden proporcionar servicios básicos a los residentes, crear condiciones para un desarrollo económico equitativo y sostenible y promover los derechos humanos universales y el estado de derecho. Señala, también, que la reconstrucción es multidimensional y multisectorial, pues abarca un continuo de actividades y respuestas necesarias tras el final de un conflicto armado, incluidas la ayuda humanitaria inmediata, la recuperación física, institucional, política y económica de un Estado y el establecimiento de cimientos para el desarrollo a largo plazo.
Vicenç Fisas (1998) se refiere a este proceso como la reconstrucción de una sociedad después del conflicto. La reconstrucción, para él, siempre persigue el mismo objetivo fundamental: que el fin del enfrentamiento armado se convierta en un proceso de paz estable e irreversible, y que en el tiempo más corto posible se alcancen unas metas mínimas que satisfagan las necesidades básicas de la población.

## Modelos
En cuanto a los modelos de rehabilitación posbélica la opinión generalizada indica que no existe un modelo de rehabilitación posbélica que sea universalmente válido. Cada situación requiere el diseño e implementación de un proceso propio, mediante la combinación de una amplia gama de intervenciones, cuya naturaleza dependerá, entre otros factores, de las necesidades creadas por el conflicto o de los recursos financieros e institucionales disponibles (Pérez, 2001).
Pérez (2001) señala que a fin de orientar el proceso de rehabilitación es preciso establecer un plan estratégico de rehabilitación nacional. En este se deben detallar los objetivos, los recursos disponibles y los necesarios, y los programas sectoriales que se han de llevar a cabo. El plan estratégico nacional constituye un instrumento de planificación operativa de carácter integral que debe realizarse con un enfoque a corto, medio y largo plazo. Las prioridades urgentes -6 a 12 meses- suelen referirse a la ayuda de emergencia y reparación de servicios esenciales. Los objetivos a medio plazo -1 a 3 años- suelen centrarse en la rehabilitación de infraestructuras físicas, reformas macroeconómicas y rehabilitación institucional. Los objetivos a largo plazo -3 a 10 años- dan prioridad a la reconstrucción y desarrollo económico. La responsabilidad de la elaboración del Plan corresponde al gobierno nacional.
Hay modelos, no obstante, que difieren al señalado por Pérez, particularmente en el marco temporal. En estos modelos suelen considerarse tres fases de actividad en el proceso de rehabilitación:
1. Estabilización poscrisis: fase en la que se da prioridad a la ayuda de emergencia, la seguridad, la estabilización del gobierno y la economía. En esta fase –primer a tercer año- habitualmente hay presencia externa militar para prevenir el retorno a la violencia de gran escala.
2. Reconstrucción, rehabilitación y consolidación de instituciones: en la segunda fase –cuarto a séptimo año- puede comenzar la reconstrucción física, el restablecimiento de las instituciones públicas, la reconciliación y la reforma y estabilización económicas. Con mayores niveles de seguridad, los refugiados pueden volver y se pueden celebrar elecciones. En casos de desintegración total del gobierno, cuando la comunidad internacional ha asumido la responsabilidad del gobierno por medio de una administración de transición, la autoridad del gobierno suele devolverse a la población local durante esta fase.
3. Consolidación y desarrollo a largo plazo: en la tercera fase – octavo a décimo año- se inician los planes de desarrollo a largo plazo. Se implementan los programas de reforma pública y seguridad. Se presta más atención a obtener inversiones extranjeras y a fomentar la inversión local, al mismo tiempo que se obtiene un mayor acceso a los mercados de exportación para la producción local. Tanto en la segunda como en la tercera fase, se hacen esfuerzos para abordar las causas fundamentales del conflicto a fin de que la sociedad no se reconstruya con las mismas condiciones que llevaron al conflicto armado.

Muchos especialistas han criticado este marco, alegando que esta secuencia es demasiado rígida o que aplazar la reforma política y económica hasta que se haya estabilizado la situación de la seguridad refuerza políticas desiguales que podrían haber estado en la raíz del conflicto armado. Además, algunos especialistas creen que las fases dos y tres deben considerarse una única fase o un continuo, de modo que haya desde el principio una mayor sincronización entre los programas de reconstrucción y recuperación y los programas de desarrollo (Burke, 2006).
En este sentido, Fisas (1998) señala que la reconstrucción es un periodo de transición con una etapa inicial intensa, de no menos de cinco años, en la que hay que apuntalar las bases políticas, sociales y económicas de lo que será una nueva sociedad. El cómo se llega a la etapa de reconstrucción condiciona su desarrollo. Menciona que es diferente reconstruir una sociedad en la que una parte ha ‘vencido’ a otra, a rehacer una sociedad en la que las partes en litigio han llegado al acuerdo de cesar los enfrentamientos, por cansancio, por propia evolución, por empate de fuerzas o por mandato popular. También es diferente el caso de países en los que una potente máquina militar exterior ha impuesto una nueva situación, quizá sin participación plena de la sociedad ‘pacificada’. Tampoco es igual el grado de destrucción humana o de infraestructuras. Asimismo, influye el nivel de atención prestado por Naciones Unidas o por los medios de comunicación. Todo ello influye en la forma de abordar el nuevo proceso de reconstrucción, en los plazos, y con los recursos disponibles para acometer determinados proyectos.
De manera general, Romeva (2002) propone que para iniciar un proceso de rehabilitación posbélica se debe: a) establecer una pauta de análisis adaptable a cada contexto y situación; b) determinar quién, en la comunidad internacional, debe y puede asumir alguna responsabilidad en el proceso, teniendo en cuenta que el proceso solo será sostenible si nace y se fortalece desde dentro de la sociedad afectada; y c) establecer los parámetros que deben tenerse en cuenta a la hora de elaborar el Plan Estratégico de Rehabilitación Posbélica.

## Actividades
Existe un amplio acuerdo sobre un conjunto de actividades que son esenciales en las sociedades que salen de un conflicto para lograr la estabilidad social, económica y política a largo plazo. Estas actividades -sensibles al tiempo- reflejan las necesidades que surgen de la destrucción del tejido social, económico y político de las sociedades durante el conflicto. Las necesidades reales, las prioridades y la secuencia pueden variar de caso a caso.
Shepard Forman y Dirk Salomons (1999) señalan algunos elementos indicativos de la amplia gama de necesidades que deben ser abordadas inicialmente:
1. Repatriación, reintegración y reconciliación.
2. Derechos humanos, incluidos los relativos a la propiedad y la identidad.
3. Seguridad pública, incluidos la desmovilización, la actuación policial y los derechos humanos.
4. Recuperación de la infraestructura, incluidos el agua, saneamiento, vivienda y transporte.
5. Seguridad alimentaria y rehabilitación agrícola, incluidas la designación y la inscripción catastral de la tenencia de la tierra.
6. Necesidades urgentes en materia de salud, educación y bienestar social básico, incluida la generación de empleo y de ingresos.
7. Estructuras de gobierno operativas, incluidas las instituciones del estado de derecho y de la sociedad civil.
8. Elecciones, incluida la educación de los votantes.

Por su parte, Romeva (2002) enumera cinco tareas esenciales:
1. Reubicar a la población civil desplazada y refugiada. Así como desarmar, desmovilizar y reinsertar a los diversos grupos de combatientes (reasentamiento y desmilitarización).
2. Rehacer y mejorar las infraestructuras físicas y materiales destruidas durante la fase armada, los servicios sociales básicos, las funciones e instituciones de gobierno y políticas (incluyendo la separación de poderes), el establecimiento de fuerzas policiales y fuerzas armadas con miembros y mandatos separados. Así como, establecer procedimientos e instituciones que posibiliten la celebración de elecciones democráticas incluyentes (reconstrucción).
3. Restablecer, reformar y, en su caso, transformar las instituciones y políticas económicas y sociales para sentar las bases que permitan, sucesivamente y a largo plazo, la recuperación de la actividad económica, la estabilidad macroeconómica, el desarrollo sostenible en niveles intermedios y comunidades, así como una distribución más justa de los recursos (resolución).
4. Promover la recuperación psicosocial de las víctimas, individuales y colectivas, conocer las violaciones de los derechos humanos y actos punibles para una progresiva conciliación de los actores anteriormente enfrentados. Asimismo, establecer programas y actuaciones tendentes a mejorar las relaciones entre los distintos grupos y comunidades étnicas, culturales, sociales y políticas (reconciliación).
5. Asegurar, primero con el apoyo y actuación explícita de actores externos y luego con la transferencia total de la responsabilidad a las autoridades nacionales, la inserción o reinserción del Estado en las estructuras y organizaciones regionales y de alcance global (normalización y reinserción en foros internacionales).

Otros autores, como Robert Orr, proponen cuatro pilares para la rehabilitación: seguridad; gobernanza y participación; bienestar social y económico; y justicia y reconciliación. Así como Debiel y Terlinden, que se centran en la promoción de la buena gobernanza introduciendo tres dimensiones: gobernanza de la seguridad, gobernanza política-administrativa y gobernanza socioeconómica (Burke, 2006).
Aunque la mayoría de los expertos coincide en las actividades que son necesarias para la rehabilitación, la coincidencia respecto de cómo, cuándo y por quién deben ser llevadas a cabo es mucho menor. Este debate se centra, sobre todo, en las respuestas internacionales a la situación posbélica y la relación entre los actores locales y la comunidad internacional.

## Actores
De acuerdo a Fisas (1998) los actores presentes en el proceso de rehabilitación son:
- actores externos: misiones de Naciones Unidas, organizaciones internacionales, organizaciones regionales, agencias nacionales de cooperación, instituciones académicas, sector privado y fundaciones.
- actores internos: gobiernos nacionales, partidos políticos, ONG locales, organizaciones populares, organizaciones académicas, Iglesias, fundaciones de desmovilizados, sector empresarial y movimientos sociales.

Si bien todos los actores son importantes, aquellos que forman la llamada ‘sociedad civil’ juegan un papel determinante en la reconstrucción ya que es la expresión más directa de las inquietudes y de los anhelos de la ciudadanía. Además, es el primer eslabón de cualquier movilización futura y la garantía de que desde la sociedad se controlará el cumplimiento de los acuerdos de paz y no se tolerará una vuelta al pasado.
Con relación a los actores internacionales que juegan algún papel en los contextos posbélicos, Romeva (2003) señala que no hay una clara definición sobre quién, dentro de la comunidad internacional, debe liderar la coordinación de la ayuda a la rehabilitación posbélica. Sin embargo, queda claro que no existe ningún actor internacional que pueda asumir en solitario el peso de gestionar dicha ayuda. Por tanto, recomienda hacer un ejercicio de análisis de quién puede hacer qué con el objetivo de repartir mejor las responsabilidades y aprovechar las ventajas comparativas de cada actor. Este análisis se puede hacer en función de las posibles aportaciones de cada uno con relación a la diplomacia y la política, la seguridad militar, la ayuda de emergencia y la rehabilitación propiamente.
Con relación a los actores internos o locales, Burke (2006) destaca la necesidad de la promoción de la autonomía local y la participación local en todo el proceso. Alcanzar el equilibrio correcto entre asistencia internacional y apropiación del proceso por parte de la comunidad local presenta un desafío permanente para los agentes internacionales, pero ese equilibrio resulta fundamental para el éxito a largo plazo. En este sentido, menciona que se han identificado tres desafíos principales en la coordinación de los esfuerzos locales e internacionales: identificación de socios locales adecuados por parte de la comunidad internacional; establecimiento de una estructura de gobierno que sea legítima y creíble localmente; garantizar que las prioridades internacionales de la reconstrucción se alineen con las prioridades locales.

## Género y rehabilitación posbélica
Se ha demostrado en numerosos estudios que los conflictos armados tienen un impacto diferente en hombres y mujeres y que, en muchos casos, los roles tradicionales de género se alteran en el curso de un conflicto prolongado. Muchas sociedades en situación de posconflicto tienen una elevada proporción de mujeres cabezas de familia, mientras que muchos proyectos de reconstrucción posconflicto están dirigidos sobre todo a hombres, especialmente los centrados en el desarme, la desmovilización y la reintegración de excombatientes. Además, muchas sociedades en situación de posconflicto tienen niveles de violencia contra mujeres y niños superiores al promedio (Burke, 2006).
Tsjeard Bouta y Georg Frerks (2002) han señalado que con el fin de incorporar las necesidades e intereses de las mujeres en las intervenciones relacionadas con el posconflicto, es importante tratarlas de una forma realista. Las posiciones de la mujer, así como las implicaciones de sus funciones y actividades en los conflictos, difieren de las de los hombres. Sin embargo, también existen diferencias entre las mujeres. Se pueden diferenciar por sus funciones (madres, jefes de familia y combatientes, al mismo tiempo) así como por cuestiones de etnia, religión, clase social, etc.
Las principales funciones de las mujeres en el ciclo del conflicto que Bouta y Frerks han identificado son: las mujeres como víctimas de abuso sexual, las mujeres como combatientes, las mujeres por la paz en el sector no gubernamental, las mujeres en la política formal por la paz, las mujeres como resistentes y sobrevivientes a los actores armados, las mujeres como jefas de hogar, y las mujeres con oportunidades de empleo (in)formal. Los organismos que intervienen en el proceso de rehabilitación deben ver este marco de forma dinámica, y tener en cuenta que los roles de las mujeres, las identidades de género y las relaciones cambian constantemente en situaciones de conflicto.
Para responder a las funciones de la mujer en los conflictos existen tres grandes desafíos para los organismos de intervención, tanto en su política como en la práctica. El primero es emplear a más mujeres profesionales en las intervenciones relacionadas con la rehabilitación posbélica. El segundo es adaptar las intervenciones a los intereses y necesidades de las mujeres en los conflictos locales. Los organismos que intervienen deben aplicar simultáneamente un análisis del conflicto y un análisis de género con el fin de profundizar en los papeles cambiantes de la mujer en los conflictos. Esto con el fin de evaluar si las políticas e intervenciones afectan a mujeres y hombres de manera diferente, y, de ser así, explorar la manera de evitarlo o corregir las posibles desventajas. El tercer desafío para los organismos es tener en cuenta las principales funciones de la mujer en sus políticas e intervenciones, mitigando los efectos negativos de los conflictos en las mujeres y, al mismo tiempo, apoyando y manteniendo los cargos públicos y políticos recién adquiridos así como a sus organizaciones.